# Leerformel
Leerformeln sind hohle Worthülsen, die mit beliebigen Inhalten gefüllt werden können. Der Begriff Leerformel wird synonym mit Adjektiven wie „inhaltsleer“, „nichtssagend“ oder „unbestimmt“ verwendet.

„Leerformel ist ein Begriff oder eine Aussage, wenn er/sie sie bloß dem Anschein nach etwas Wahres oder Richtiges besagt, jedoch viel zu unbestimmt ist, um in der Sache auf eine konkrete Aussage festgelegt werden zu können.“

Ebenso wie eine Tautologie oder eine Konventionalistische Wendung kann eine Leerformel immer dann eingesetzt werden, wenn sich der Sprecher auf nichts Genaues festlegen will. Derlei Immunisierungsstrategie wird in Politik oder vergleichbaren Gebieten zu Legitimationszwecken eingesetzt:

„Schließlich liegt das Geheimnis des weltgeschichtlichen Erfolges jener tautologischen Formeln und Zirkelschlüssel gerade in ihrer Leerheit, denn diese erlaubt es, ihnen jeden weltanschaulichen Inhalt mit dem Anspruch auf Allgemeingültigkeit zu unterlegen. […] Dazu kommt, dass sich solche Leerformeln für alle Arten institutioneller Menschenführung besonders eignen. Sie erwecken – zumal bei den Geführten – den Eindruck unerschütterlicher Stetigkeit der obersten Grundsätze, während sie die lenkenden Autoritäten bei ihren konkreten Entscheidungen in keiner Weise behindern.“

Die Brauchbarkeit von Leerformeln im Diskurs ist generell umstritten; der kritische Rationalist Hans Albert hält diese beispielsweise grundsätzlich für Instrumente der Ideologie:

„Die ideologische Brauchbarkeit der Leerformel steht somit in umgekehrtem Verhältnis zu ihrem Informationsgehalt.“

## Herkunftskontext
Der Ausdruck Leerformel ist von Vertretern des Neopositivismus, von Sprachkritikern des Wiener Kreises, in die wissenschaftstheoretische Diskussion eingebracht worden. Er wurde vor allem durch den Soziologen Ernst Topitsch und den Rechtspositivisten Hans Kelsen (empty fomula) geprägt;

„Die sprachkritische Zielrichtung gilt vor allem zentralen Begriffen und Aussagen der Metaphysik, des Naturrechts und der aus diesen Traditionen gespeisten totalitären Ideologien des 20. Jh.“

Die Verwendung von Leerformeln ist nach Meinung der Neopositivisten eine Immunisierungsstrategie gegen Widerlegbarkeit.

## Beispiele
aus Politik
Wahlkampfparolen wie „Das WIR entscheidet“, „Gemeinsam erfolgreich“, „Damit es weiter aufwärts geht“, „Zukunft wagen“ sind Beispiele für Verwendung inhaltsleerer Worthülsen, die mit beliebigen Inhalten gefüllt werden. Der Publizist und Journalist Wolfgang Koschnick stellt solche Parolen sowie andere politische Slogans wie „Mehr Demokratie wagen“, „Der Islam gehört zu Deutschland“ oder „Der Islam gehört nicht zu Deutschland“ auf die gleich Ebene wie Nonsense-Sprüche: „Die Bratwurst gehört zu Deutschland“ oder „Die Bratwurst gehört zu Österreich“:

„Eine der am meisten strapazierten Leerformeln ist ‘Populismus’. Populist ist jeder, der einem nicht in den  Kram passt.“

aus Rechtsphilosophie und Theologie
Für den österreichischen Soziologen und Philosophen Ernst Topitsch sind auch „die scheinbar überzeitlich gültigen Naturrechtslehren“:

„Gebilde aus Leerformeln, die mit beliebigen moralisch-politischen Inhalten gefüllt werden können.“

In einer Schrift des deutschen Rechtsphilosophen und Juristen Wilhelm Raimund Beyer heißt es dazu:

„Gerade im außenpolitischen Kampfe kann das Naturrecht ständig einer bewussten Prävarikation überführt werden: es dient jedem und jeder Richtung, es hilft Freund wie Feind.“

Selbst das oberste deutsche Verfassungsprinzip, der von Immanuel Kant übernommene Ausdruck der Menschenwürde, festgeschrieben in Artikel 1, Abs. 1 des Grundgesetzes der Bundesrepublik Deutschland, ist durch den inflationären Gebrauch und die Allgegenwart dieses Begriffs im öffentlichen Diskurs in den Verdacht geraten, eine bloße Leerformel zu sein.

„Der Menschenwürdegedanke ist – trotz seiner in Deklarationen und Verfassungen quasi offiziell festgestellten Konsensualität und Unverzichtbarkeit – dem Verdacht ausgesetzt, lediglich eine ideologisch beliebig füll- und instrumentalisierbare ‚Leerformel’ zu sein, der sowohl ein rational ausweisbarer Inhalt wie auch die Möglichkeit der argumentativen Operationalisierung im ethischen Diskurs fehlt. […] Denn Begriffe bedürfen, um orientierend und sinnvoll verwendbar zu sein, einer ihren Anwendungs- und Geltungsbereich einschränkenden Grenzziehung (definitio).“

Zum Begriff „Gott“ heißt es bei dem Philosophen und Religionskritiker Ludwig Feuerbach in dessen Schrift Das Wesen des Glaubens im Sinne Luthers. Ein Beitrag zum Wesen des Christentums:

„Gott ist eine leere Tafel, auf der nichts weiter steht, als was Du selbst darauf geschrieben.“

Der Begriff „Gott“ ist nach Feuerbach „unbestimmt“, eine leere Formel, in welche Menschen ihre Wünsche projizieren.

## Leerformelbegründungen in Verwaltung und Justiz
Problematisch sind Leerformeln, wenn diese in exekutiven und judikativen Entscheidungen verwendet werden, um eine von Gesetzes wegen gebotene Einzelfallprüfung (Ermessensausübung) zu vermeiden. Hierdurch kann eine Umgehung der Begründungsanforderungen in gerichtlichen und behördlichen Entscheidungen eintreten. In Lehre und Rechtsprechung ist daher im Kern anerkannt, dass Leerformeln keine taugliche Begründung für staatliches Handeln zulasten eines Bürgers darstellen können.

„In allen Rechtsgebieten gelten ‚Leerformeln‘ (oder ‚bloß formelhafte Wendungen‘) in exekutiven und judikativen Entscheidungen mit erhöhten Begründungsanforderungen als schwerwiegende Begründungsfehler, die die Richtigkeit der Entscheidung infrage stellen. In Verwaltungsentscheidungen sind Leerformelbegründungen sogar dem gänzlichen Fehlen einer Begründung äquivalent [...] Leerformelbegründungen zeichnen sich dadurch aus, dass sie so allgemein sind, dass sie immer passen. Sie vereiteln dadurch die Überprüfbarkeit der Entscheidung und verletzen nicht nur den Justizgewährungsanspruch der Entscheidungsadressatinnen und -adressaten, sondern auch das Gewaltenteilungs- und das Rechtsstaatsprinzip.“

Gestritten wird in der juristischen Praxis daher regelmäßig darüber, ob eine Entscheidungsbegründung hinreichend einzelfallbezogen ist, oder ob es sich bei Begründungspassagen in behördlichen oder gerichtlichen Entscheidung um eine solche Leerformel handelt.
Besondere Relevanz hat diese Thematik im Zusammenhang mit dem Vorgehen der Arbeitsagenturen (Jobcenter) bei der Gewährung von Arbeitslosengeld II erlangt: Nach § 309 SGB III können die Jobcenter Meldeaufforderungen erlassen, auf welche der angesprochene Arbeitssuchende bei dem jeweiligen Jobcenter zu einem Gespräch oder einer Untersuchung erscheinen muss. Kommt ein Arbeitssuchender einer solchen Aufforderung nicht nach, drohen Sanktionen wie die Kürzung von Arbeitslosengeld II nach § 32 SGB II. In den Aufforderungen wird vielfach unter Verwendung formelhafter, bundesweit einheitlicher Textbausteine verfahren; regelmäßig werden Arbeitssuchende zu einem „Gespräch über [ein] Bewerberangebot bzw. [die] berufliche Situation“ gebeten. Nach Auffassung einzelner Literaturvertreter genüge dies nicht den Anforderungen an eine ordnungsgemäße Begründung einer Meldeaufforderung nach § 35 SGB X. Das Bundessozialgericht ist dem entgegengetreten und hat in einer Reihe von Urteilen im Einklang mit vorigen Entscheidungen einzelner Landessozialgerichte entschieden, dass die jeweiligen Begründungen in den Meldeaufforderungen eine hinreichende Ermessensausübung der Jobcenter erkennen lassen und somit den Begründungsanforderungen genügen - auch wenn sie vielfach verwendet werden und recht allgemein gehalten sind. Es sei „einhellige Auffassung in der Rechtsprechung“ dass „mit der Angabe des Meldezwecks eines Gesprächs über das Bewerberangebot bzw. die berufliche Situation hinreichend bestimmte, auch auf den einzelnen Leistungsberechtigten bezogene Aufforderungen vorliegen, die es ihnen ermöglichen, das ihnen abverlangte Verhalten zu erkennen.“ Die Entscheidungen des BSG haben in der Literatur weit überwiegend Zustimmung gefunden. Teilweise wird noch weitergehender vertreten, die Angabe eines Zwecks im Rahmen der Meldeaufforderung sei überhaupt nicht erforderlich.